# Caught in the Act (album de Grand Funk Railroad)
Pour les articles homonymes, voir Caught in the Act.
Albums de Grand Funk Railroad
All the Girls in the World Beware!!!
(1974) Born to Die
(1976)
Caught in the Act est le deuxième album enregistré en public du groupe de rock américain, Grand Funk Railroad. Il est sorti en août 1975 sur le label Capitol Records et a été produit par Jimmy Lenner.

## Historique
Cet album fut enregistré pendant la tournée de promotion de l'album All the Girls in the World Beware!!! avec le studio mobile des studios Record Plant new-yorkais. Les tires proviennent de trois concerts donnés le 7 février 1975 à Terre Haute dans l' Indiana, le 8 février à Toledo dans l'Ohio et le 9 février à Baltimore dans le Maryland. Lors de cette tournée, le groupe fut accompagné par les Funkettes, un duo de choriste féminines formé de Lorraine Feather et Jana King.
Les titres choisis pour cet album couvrent toute la discographie du groupe depuis le premier album paru en 1969. Trois, Heartbreaker, Inside Looking Out et T.N.U.C., figuraient déjà sur le premier album enregistré en public paru en 1970.
Il se classa à la 21e place du Billboard 200 aux États-Unis et à la 33e place des charts canadiens du Magazine RPM.

## Liste des titres
Face 1
| No | Titre                             | Auteur      | Durée |
| -- | --------------------------------- | ----------- | ----- |
| 1. | Footstompin' Music                | Mark Farner | 4:07  |
| 2. | Rock 'N Roll Soul                 | Farner      | 4:04  |
| 3. | I'm Your Captain (Closer to Home) | Farner      | 7:08  |

Face 2
| No | Titre                  | Auteur                    | Durée |
| -- | ---------------------- | ------------------------- | ----- |
| 4. | Heartbreaker           | Farner                    | 7:22  |
| 5. | Some Kind of Wonderful | John Ellison              | 4:14  |
| 6. | Shinin' On             | Farner, Don Brewer        | 5:31  |
| 7. | The Loco-Motion        | Gerry Goffin, Carole King | 3:21  |

Face 3
| No  | Titre                  | Auteur         | Durée |
| --- | ---------------------- | -------------- | ----- |
| 8.  | Black Licorice         | Farner, Brewer | 4:27  |
| 9.  | The Railroad           | Farner         | 6:13  |
| 10. | We're an American Band | Brewer         | 3:38  |
| 11. | T.N.U.C.               | Farner         | 9:32  |

Face 4
| No  | Titre              | Auteur                                             | Durée |
| --- | ------------------ | -------------------------------------------------- | ----- |
| 12. | Inside-Looking Out | John Lomax, Alan Lomax, Eric Burdon, Chas Chandler | 12:24 |
| 13. | Gimme Shelter      | Mick Jagger, Keith Richards                        | 7:00  |

## Musiciens
- Mark Farner: guitare, chant, harmonica, orgue sur Footstompin' Music
- Don Brewer:chant, batterie, percussions
- Mel Schacher: basse, chœurs
- Graig Frost: claviers, percussions, chœurs

avec
- The Funkettes (Lorraine Feather & Jana King): chœurs

## Charts
| Pays       | Durée du classement | Meilleur classement |
| ---------- | ------------------- | ------------------- |
| Canada     | 11 semaines         | 33e                 |
| États-Unis | 10 semaines         | 21e                 |